# Nørrebro Teater
Nørrebro Teater er et dansk teater i Ravnsborggade 3 på Nørrebro i København. Teatret blev grundlagt i 1886 som et morskabs- og serveringsteater, hvilket gør det til Danmarks ældste og største morskabsteater.
Nørrebro Teater er en del af teaterfællesskabet Københavns Teater.
Siden maj 2024 har Janne Villadsen og Jennifer Vedsted Christiansen været teatrets direktører.
Nørrebro Teaters bestyrelse består af Mikael Storm Frederiksen (formand), Astrid Haug (næstformand), Hans Christian Gimbel, Astrid Haug, Sidsel Wiingaard Stoustrup, Lene Struck-Madsen og Julie A. Vejlø.

## Historie
Nørrebros Teater åbnede den 26. december 1886 som serveringsteater. Publikum sad ved små borde, hvor de spiste, drak og røg i stor stil under forestillingerne. Teatrets bevilling tillod ikke forestillinger, der varede mere end 45 minutter. Bevillingen indeholdt også en begrænsning på antallet af skuespillere, der måtte medvirke i forestillingen. Derfor måtte man flere gange anvende træfigurer med bevægelige hoveder til at udfylde nogle af rollerne.
I 1886 var Nørrebro en ny bydel og bestod mest af marker og mose. Københavnerne inden for voldene omtalte Nørrebro som ”langt ude på landet”, og teatret blev med sin folkelige appeal og lave billetpriser opfattet som et mindre fint teater. En hel familie på Nørrebro kunne i 1886 komme i teatret og spise for det samme som én billet kostede til Det Kongelige Teater.
I 1931 brændte Nørrebros Teater stort set ned til grunden. Alt på nær sceneområdet, der blev reddet af det brandsikrede jerntæppe, brændte ned. I 1932 åbnede det nyopførte Nørrebro Teater tegnet af arkitekt Vilhelm Lauritzen. Statsminister Stauning indviede teatret, der nu stod som en moderne bygning stærkt præget af datidens funktionalistiske stil.
I 1959-1960 kunne ejeren af Nørrebro Teater ikke fortsætte, og piratsenderen Radio Mercur overtog bygningen. Teatret blev indrettet til at producere showoptagelser under navnet ”Radio Mercur City”. Optagelserne blev fragtet ud til et skib, der lå i internationalt farvand i Øresund, og herfra blev de sendt ud i æteren. I 1963 opkøbte Københavns Kommune teatret, der herefter i nogle år fungerede som åben scene i kommunalt regi uden direktion.
I 1966 tiltrådte Karen Marie Løwert som teaterdirektør. Hun proklamerede en fast linje: Festlig, folkelig og fornøjelig. Hun præsenterede også en række klassikere i tidssvarende opsætninger. I 1985 lukkede Nørrebros Teater i hele to sæsoner og gennemgik endnu en omfattende ombygning, nu under direktør Leon Feders ledelse. Her byggede man store dele af det teater, som eksisterer i dag.
I dag er teatret Danmarks største og ældste morskabsteater[kilde mangler] (plads til 620 tilskuere). Teatrets direktører er direktør Janne Villadsen og kunstnerisk direktør Jennifer Vedsted Christiansen. Begge tiltrådte stillingerne 1. maj 2024.

## Skuespillere gennem tiderne
Nørrebro Teater har været fødested for nogle af de mest folkekære danske skuespilleres karrierer. Poul Henningsens kunstneriske arbejde med de legendariske PH-revyer begyndte på Nørrebro Teater i 1929. Den første revy hed Paa Ho’det og blev opført hele 150 gange. Stjernerne var skuespillerne Liva Weel og Osvald Helmuth. Han fik sit store folkelige gennembrud med den velkende vise Ølhunden glammer.
Poul Reichhardt fik i 1931 sin debut på Nørrebro Teater, og slog i 1940’erne for alvor igennem som operettehelt. Han blev især folkeeje i forestillingerne Styrmand Karlsens Flammer, Den skønne Helene og Flagermusen. En kun 12-årig Buster Larsen fik en tidlig start med sin debut i 1932 i årets revy efter at være blevet opdaget gennem Politikens børneteater. Den mest rørende historie er måske den unge købmand, der i 1946 høfligt svarer på Nørrebro Teaters annonce efter en mandlig tenor til at synge i koret. Allerede samme aften fik en 24-årig Poul Bundgaard sin debut på scenen - det første skridt i en karriere som operasanger og folkekær, underkuet forbryder.”

## Kært barn har mange navne
Da teatret åbnede i 1886, hed det ”Nørrebros Teater”. Navnet blev første gang ændret i 1932, da teatret genåbnede efter den store brand. Nu hed det ”Nørrebro Teater” – uden ’s’, men allerede efter et års tid vendte s'et tilbage. Da Aage Stentoft blev teaterdirektør i 1954, omdøbte han teatret til ”Det Ny Scala”. I 1971 ændrede direktør Karen Marie Løwert det til ”Scala”, men allerede i 1981 skiftede den nye direktør, Leon Feder, navnet til "Nørrebros Teater” – nu med et ’s’ igen. Under Jonatan Spang og Kitte Wagners ledelse ændredes navnet til ”Nørrebro Teater” – nu uden ’s’ – og det er det teatret hedder i dag.

## Direktører
- 1886-1888 - Ferdinand Schmidt
- 1892-1894 - Ferdinand Schmidt og Vilhelm Petersen
- 1894-1911 - Vilhelm Petersen
- 1911-1920 - Direktion Anton Melbye og Frederik Jensen
- 1920-1926 Anton Melbye
- 1926-1927 Jacob Gade
- 1927-1928 Schiøler Linck
- 1928 - Kort periode uden direktion
- 1928-1929 Frede Skaarup
- 1929-1930 Frede Skaarup og Axel Frische
- 1930 Emanuel Gregers (kort periode)
- 1930-1931 Frede Skaarup og Axel Frische
- 1931 Johannes Meyer (kort periode)
- 1931-1933 Axel Frische og Johannes Meyer
- 1933 ingen direktør, Osvald Helmuth som ansvarlig leder
- 1933-35 Arne Weel
- 1935-1937 Else Gunnlögsson
- 1937-1938 Oscar Holst
- 1938-1948 C. Biering-Petersen
- 1948 Sverkel Biering (sommerdirektør)
- 1948-1952 C. Lyngby Jensen
- 1952-1954 Henry Schmidt
- 1955-1961 Aage Stentoft
- 1962-1963 Herman Gellin
- 1964-1965 Aage Stentoft og Lars Schmidt
- 1966-1981 Karen Marie Løwert
- 1981-2001 Leon Feder
- 2001-2007 Per Pallesen
- 2007-2009 Jonatan Spang og Kitte Wagner
- 2009-2015 Kitte Wagner
- 2015-2024 Mette Wolf
- 2024- Janne Villadsen og Jennifer Vedsted Christiansen